# Guiling, Guangdong
Guiling är en köping i sydöstra Kina. Den ligger i stadsdistriktet Jiedong i staden Jieyang i provinsen Guangdong, omkring 310 kilometer öster om provinshuvudstaden Guangzhou. Antalet invånare är 64 560. Befolkningen består av 31 535 kvinnor och 33 025 män. Barn under 15 år utgör 23,0 %, vuxna 15-64 år 68 %, och äldre över 65 år 8,0 %.